# Josef Neuhauser

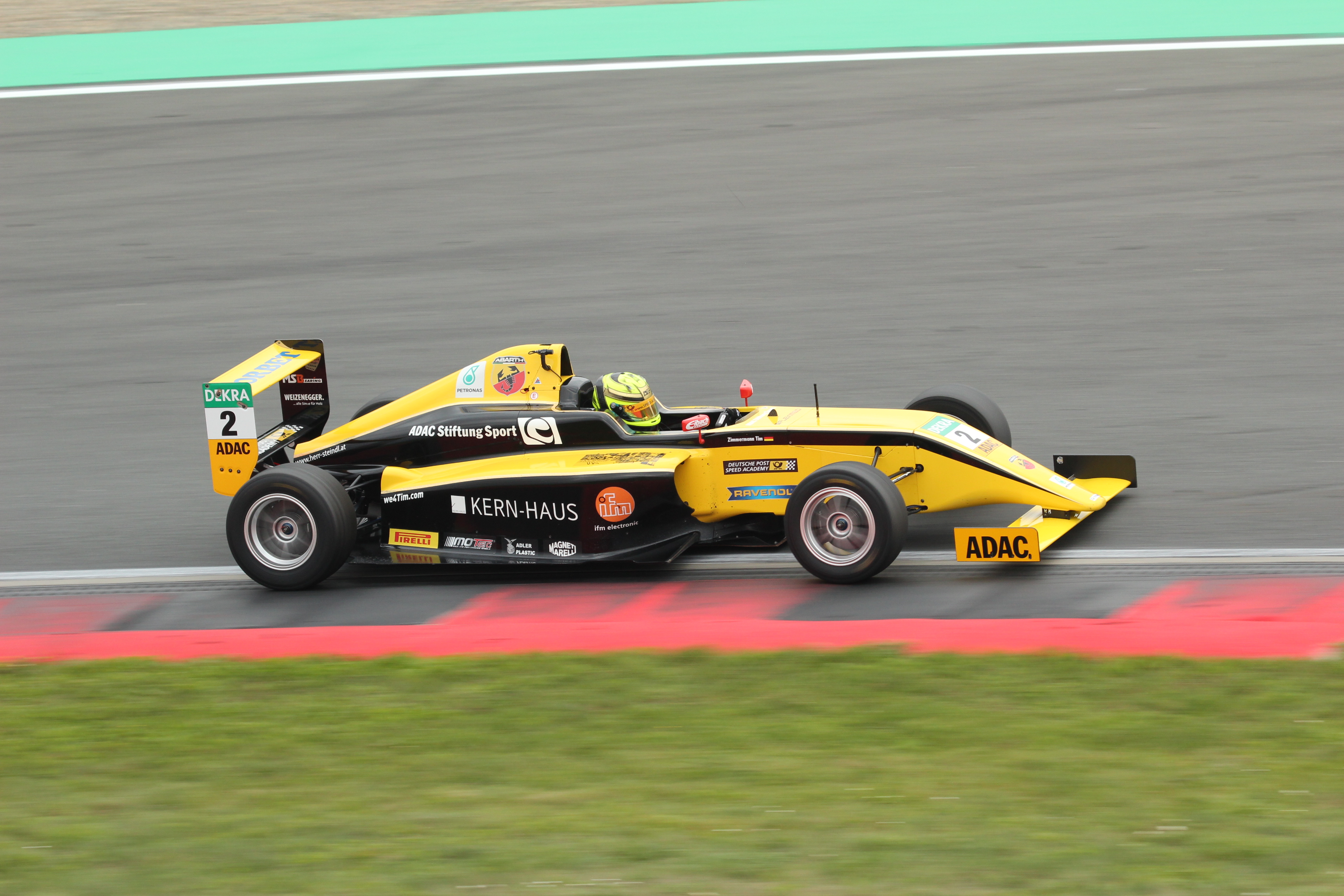
Tim Zimmermann im Neuhauser-Racing-Formel 4-Monoposto 2015

Josef Neuhauser (* 3. Januar 1959) ist ein ehemaliger österreichischer Autorennfahrer und Rennstallbesitzer.

## Karriere als Rennfahrer
Josef Neuhauser war in den späten 1990er- und frühen 2000er-Jahren als erfolgreicher Interserie-Rennfahrer bekannt. Seine Fahrerkarriere begann er 1989 in der deutschen Formel-3-Meisterschaft, wo er bis 1994 aktiv war. 1999 beendete er die österreichische Formel-3-Meisterschaft an der zweiten Stelle.
Seine Interserie-Karriere begann 1997 beim 20-Minuten-Rennen von Spa-Francorchamps. Neuhauser fuhr einen umgebauten ehemaligen CanAm-Reynard mit Judd-Motor und kam hinter Landsmann Karl Hasenbichler im HSB-Penske PC18 als Zweiter ins Ziel. Der erste Sieg folgte im selben Jahr beim Heimrennen in Zeltweg. 1997 und 1998 gewann er den Fahrertitel, 2000 und 2001 die Jahreswertung der Division III. Neuhauser siegte bei 12 Meisterschaftsläufen und zählte zu den erfolgreichsten Fahrern dieser Rennserie.

## Neuhauser Racing
2004 gründete er gemeinsam mit seinem Sohn Hannes einen Motorsport-Rennstall, der vor allem in der deutschen Formel-4-Meisterschaft am Start war. 2014 gewann das Team mit dem späteren Peugeot-Werksfahrer Mikkel Jensen das ADAC Formel Masters. Weitere bekannte Fahrer des Teams waren unter anderem Tom Dillmann, Felipe Drugovich und Nicklas Nielsen, einer der drei Gesamtsieger des 24-Stunden-Rennens von Le Mans 2024.